# FBC (rapper)
Fabricio Soares Teixeira (Belo Horizonte, 6 de junho de 1989), mais conhecido como FBC, é um rapper e compositor brasileiro. Ganhou notoriedade nacional com o álbum Baile (2021).

## Biografia
Fabricio nasceu na capital de Minas Gerais, mas passou grande parte da vida em Santa Luzia, na região metropolitana de Belo Horizonte. Quando cursava a quarta série do ensino fundamental, se apresentou em um evento poliesportivo da escola, cantando e dançando um rap que havia escrito. Mais tarde, integrou uma banda que fazia covers do Nirvana, na qual tocava bateria, e frequentava um grupo da Renovação Carismática da igreja católica, em que teve grande contato com a música e com novos instrumentos.
O nome artístico "FBC" vem desde a infância, como uma abreviatura do nome Fabricio, que ele usava para anotar seus recordes em jogos de fliperama. Futuramente o usaria ao se inscrever nas batalhas de rap.
Lançou sua primeira música, "Navio Negreiro", em 2006 - aos 19 anos. Contudo, conta que a "maturidade de menino novo" não deixou dar certo. No ano seguinte, conheceu o Duelo de MCs e começou a se aprofundar na cultura hip hop. Até então, se via como um funkeiro que tocava bateria e ouvia o que tocava na rádio. Mas, a partir dali, além de frequentar as batalhas de 2007 a meados de 2015, passou a entender os pilares e gêneros do hip hop, bem como a moda e os movimentos sociais. Assim, Fabricio - agora já FBC - se tornou um dos maiores campeões do Duelo de MCs de Belo Horizonte.
Apesar do seu envolvimento com a música ter começado na infância, Fabricio tentou trabalhar em muitas coisas que, segundo ele, não deram muito certo. Foi "meia colher" de pedreiro, faxineiro em uma universidade, varredor de ruas, copeiro, dentre outras coisas. Foi somente em 2015, aos 25 anos, que FBC passou a ter a música como profissão. Nesse mesmo ano, integrou o grupo DV Tribo, com Clara Lima, Coyote Beatz, Djonga e Hot e Oreia. O grupo ficou ativo até 2018, ano em que o rapper passou a viver somente da música.
Neste período também participou de Poetas no Topo 2 e acompanhou Djonga, que já estava com alcance nacional, como dobra. Ainda, em 2018 lançou seu primeiro álbum S.C.A.. Ficou entre os cinco melhores álbuns brasileiros em uma votação popular da Red Bull.  Em 2019, para seu segundo álbum de estúdio, intitulado Padrim, o rapper viralizou nas redes sociais, criando uma tendência em que várias pessoas, incluindo famosos como Mano Brown e Marília Mendonça, postaram a data de lançamento do novo trabalho, 15 de novembro. Neste trabalho o rapper fala mais sobre sentimentos, depressão e racismo estrutural.
Em 2020, FBC e Iza Sabino lançaram nas plataformas de reprodução o álbum colaborativo Best Duo. No mesmo ano, o rapper tem a oportunidade de gravar seis músicas em estúdios na Europa, junto com o produtor e beatmaker belo-horizontino Vhoor. Durante a experiência visitou a Suíça, Alemanha e Países Baixos, e lançou o projeto intitulado Outro Rolê, que conta com os batidas e os vocais isolados em cada faixa.
FBC e Vhoor continuaram a parceria no disco Baile, lançado em 2021. Com o subtítulo Uma Ópera Miami. O álbum foi um dos mais ouvidos no Brasil em 2021; a faixa "Se Tá Solteira" teve ao menos 10 milhões de reproduções no Spotify e 5 milhões de visualizações no Youtube naquele ano.
Em 2023 a dupla retorna com o lançamento do EP Dias Antes do Baile. O projeto conta com faixas que não entraram em Baile e uma mistura de música eletrônica com ritmos latinos e africanos. No mesmo ano, o artista explora ainda mais o universo da música eletrônica, desta vez o disco, no álbum O amor, o perdão e a tecnologia irão nos levar para outro planeta, no qual FBC filosofa sobre as relações e as redes sociais. Produzido pelos brasilienses Pedro Senna e Ugo Ludovico, além da sonoridade, a estética do álbum também é uma novidade em relação aos outros trabalhos do rapper. A obra foi escolhida pela Associação Paulista de Críticos de Arte como um dos 50 melhores álbuns nacionais de 2023.

## Discografia
- 2018 - S.C.A
- 2019 - Padrim
- 2020 - Best Duo (com Iza Sabino)
- 2021 - Baile (com Vhoor)
  - 2022 - Antes do Baile (EP; com Vhoor)
- 2023 - O amor, o perdão e a tecnologia irão nos levar para outro planeta